# Liste des pays dont la capitale n'est pas la plus grande ville

Pays dont la capitale n'est pas la plus grande ville.

Cet article présente la liste des pays dont la capitale n'est pas la plus grande ville du pays.

La « grandeur » d'une ville n'est pas définit par sa superficie mais par son nombre d'habitants.
| Pays                        | Capitale                           | Population                          | Plus grande ville           | Population        | Indice de primatie | Notes |
| --------------------------- | ---------------------------------- | ----------------------------------- | --------------------------- | ----------------- | ------------------ | --- |
| Australie                   | Canberra                           | 426 704                             | Sydney                      | 5 312 163         | 12,6               | Canberra est la capitale de l'Australie depuis 1913, bien que le parlement national se situe à Melbourne jusqu'en 1927. |
| Belgique                    | Bruxelles                          | 179 277                             | Anvers                      | 523 248           | 2,9                | Bruxelles-Ville est une des 19 communes de la Région de Bruxelles-Capitale, si cette dernière est considérée dans son ensemble Bruxelles est bien la plus grande ville. |
| Belize                      | Belmopan                           | 20 621                              | Belize City                 | 61 762            | 3,07               | Belize City est la capitale jusqu'en 1970. |
| Bénin                       | Porto-Novo                         | 264 320                             | Cotonou                     | 761 100           | 3,4                | Cotonou est de facto capitale avec siège du gouvernement. Les deux villes font partie de la même aire urbaine. |
| Birmanie                    | Naypyidaw                          | 925 000                             | Rangoun (dite aussi Yangon) | 4 346 000         | 4,7                | Yangon est la capitale jusqu'en 2006. Naypyidaw est de facto un comté majoritairement rural plutôt qu'une aire urbaine contigüe. |
| Bolivie                     | Sucre                              | 259 388                             | Santa Cruz de la Sierra     | 1 453 549         | 7,1                | La Paz, de facto capitale avec le siège du gouvernement, est la troisième ville de Bolivie et le centre de la deuxième aire métropolitaine du pays. |
| Brésil                      | Brasília                           | 3 039 444                           | São Paulo                   | 12 252 023        | 4,25               | Brasília est une ville planifiée et la capitale depuis son inauguration en 1960. Rio de Janeiro est la capitale de 1763 jusqu'en 1960. Brasília est la cinquième ville la plus peuplée du Brésil, et la septième plus grande aire métropolitaine. |
| Burundi                     | Gitega                             | 41 944                              | Bujumbura                   | 1 092 859         | 26,06              | Bujumbura est la capitale jusqu'en 2019. |
| Cameroun                    | Yaoundé                            | 1 430 000                           | Douala                      | plus de 2 000 000 | 1,4                | Yaoundé est la deuxième plus grande ville du Cameroun. |
| Canada                      | Ottawa                             | 934 243                             | Toronto                     | 2 731 571         | 3,08               | Toronto est la capitale de la Province unie du Canada de 1849 jusqu'en 1852 et entre 1856 et 1858. |
| Chine                       | Pékin (ou Beijing)                 | 22 000 000                          | Shanghai                    | 30 484 300        | 1,39               | Pékin est la troisième plus grande ville de Chine, après Chongqing et Shanghai, bien que la population de Chongqing inclut un nombre important de résidents ruraux et que l'aire a environ 18 millions d'habitants. Shanghai a une population urbaine de plus de 24 millions d'habitants. |
| Côte d'Ivoire               | Yamoussoukro                       | 200 659                             | Abidjan                     | 4 348 000         | 21,7               | Abidjan est la capitale jusqu'en 1983. |
| Émirats arabes unis         | Abu Dhabi                          | 896 751                             | Dubai                       | 2 262 000         | 2,52               | Abu Dhabi est la deuxième plus grande ville des Émirats arabes unis. |
| États-Unis                  | Washington, D.C.                   | 705 749                             | New York                    | 8 398 748         | 12,72              | New York est la capitale de 1785 jusqu'en 1790 et la plus grande ville en 1790 (éclipsant étroitement la capitale suivante, Philadelphie, qui servit de capitale de 1790 jusqu'en 1800). Philadelphie est la deuxième plus grande ville du pays quand elle fut capitale. Washington est la 20e plus grande ville des États-Unis, mais la Région métropolitaine de Washington est la 6e plus peuplée du pays (estimée à 6 216 589 habitants en 2017). |
| Guinée équatoriale          | Malabo                             | 187 302                             | Bata                        | 250 770           | 1,34               | La capitale Malabo est la deuxième plus grande ville de la Guinée équatoriale. Il est prévu qu'elle soit remplacée par la ville planifiée d'Oyala, dont la construction est en cours. |
| Gambie                      | Banjul                             | 31 301                              | Serrekunda                  | 337 000           | 2,18               | |
| Inde                        | New Delhi                          | 249 998                             | Bombay (ou Mumbai)          | 20 000 000        | 80                 | En 1912, la capitale est déménagée de Calcutta (maintenant Kolkata) vers New Delhi. La ville voisine de Delhi existait déjà et a servi de capitale à l'Empire moghol. |
| Israël                      | Jérusalem (reconnaissance limitée) | 363 095 (en excluant Jérusalem-Est) | Tel Aviv-Jaffa              | 460 613           | 1,2                | Jérusalem serait la plus grande ville d'Israël si Jérusalem-Est est incluse, toutefois l'annexion n'est pas reconnue internationalement. Si Jérusalem-Est est exclue d'Israël, Tel Aviv-Jaffa est alors la plus grande ville d'Israël. |
| Kazakhstan                  | Astana                             | 743 014                             | Almaty                      | 1 450 095         | 1,95               | Almaty est la capitale de 1927 jusqu'en 1997. Astana est renommée Nour-Soultan de 2019 à 2022. |
| Liechtenstein               | Vaduz                              | 5 109                               | Schaan                      | 5 806             | 1,14               | Les deux villes font partie de la même aire urbaine. |
| États fédérés de Micronésie | Palikir                            | 5 000                               | Weno                        | 13 000            | 1,4                | Palikir est la deuxième plus grande ville de Micronésie. |
| Malte                       | La Valette                         | 5 827                               | San Pawl il-Baħar           | 29 097            | 6,62               | La Valette fait partie la Région centrale, une conurbation avec une population de 111 994 habitants. |
| Maroc                       | Rabat                              | 627 000                             | Casablanca                  | 4 150 000         | 6,62               | Rabat est la septième plus grande ville du Maroc. |
| Nouvelle-Zélande            | Wellington                         | 412 000                             | Auckland                    | 1 500 000         | 3,64               | Auckland est la capitale entre 1841 et 1865, et Russell entre 1840 et 1841. |
| Nigeria                     | Abuja                              | 778 567                             | Lagos                       | 7 937 932         | 10,2               | Lagos est la capitale jusqu'en 1991. |
| Pakistan,                   | Islamabad                          | 1 014 825                           | Karachi                     | 14 910 352        | 14,69              | Karachi est la capitale de 1947 jusqu'en 1958. Islamabad fait partie de la plus grande aire métropolitaine de Rawalpindi-Islamabad. |
| Palaos                      | Melekeok                           | 400                                 | Koror                       | 11 200            | 41,32              | Koror est la capitale jusqu'en 2006. |
| Philippines                 | Manille                            | 1 780 148                           | Quezon City                 | 2 936 116         | 1,67               | Quezon City est la capitale de 1948 jusqu'en 1976. Les deux villes sont dans la région métropolitaine de Manille, avec Quezon City limitrophe de Manille dans le nord-est. |
| Saint-Marin                 | Saint-Marin                        | 4 211                               | Serravalle                  | 10 601            | 2,52               | |
| Afrique du Sud              | Pretoria                           | 2 345 908                           | Johannesburg                | 3 888 180         | 1,66               | Le Cap (3,5 millions d'habitants) et Bloemfontein (370 000 habitants) sont respectivement capitales législative et judiciaire. |
| Sri Lanka                   | Sri Jayawardenepura Kotte          | 115 826                             | Colombo                     | 642 163           | 5,54               | Colombo est la capitale administrative officielle jusqu'en 1982, quand elle devient la capitale commerciale. |
| Suisse                      | Berne                              | 138 041                             | Zürich                      | 397 698           | 2,88               | La Suisse n'a pas de capitale de jure, mais Berne a été désignée "ville fédérale" avec le siège des deux chambres parlementaires en 1848, quand pour la première fois les états indépendants suisses établissent des pouvoirs publics fédéraux fixes. Aujourd'hui, d'importants pouvoirs publics fédéraux sont aussi situés à Lausanne (notamment le Tribunal fédéral), Zurich, Lucerne, Bellinzone et Saint-Gall. Jusqu'en 1798, le Conseil des États se tint en différents lieux - plus souvent à Lucerne, Zurich, Baden et Frauenfeld. Entre 1798 et 1803, il y eut trois villes de gouvernement ultérieures : Aarau, Lucerne and Berne. Entre 1815 et 1848, le lieu de réunion du conseil changeait tous les deux ans entre Zurich, Berne et Lucerne. |
| Taïwan                      | Taipei                             | 2 650 968                           | New Taipei                  | 3 916 451         | 1,48               | Les deux villes sont dans l'aire métropolitaine de Taipei–Keelung avec Taipei entièrement entouré par New Taipei, qui est la banlieue de Taipei avant son évolution complète. |
| Tanzanie                    | Dodoma                             | 324 347                             | Dar es Salaam               | 2 497 940         | 7,70               | Dar es Salaam est la capitale jusqu'en 1974. |
| Trinité-et-Tobago           | Port-d'Espagne                     | 49 000                              | Chaguanas                   | 67 400            | 1,37               | Les deux villes font partie de la même aire métropolitaine. |
| Turquie                     | Ankara                             | 5 150 072                           | Istanbul                    | 14 377 018        | 3,4                | Istanbul (en tant que Constantinople) est la capitale de l'Empire ottoman de 1453 jusqu'en 1922. |
| Viêt Nam                    | Hanoï                              | 6 500 000                           | Hô Chi Minh-Ville           | 7 123 340         | 1,1                | Hô Chi Minh-Ville, anciennement Saïgon, est la capitale du Sud Viêt Nam avant la réunification. |